# بخش شادمهر
بخش شادمهر یکی از بخش‌های شهرستان مه‌ولات در استان خراسان رضوی ایران است.

## تقسیمات کشوری
- بخش شادمهر
  - دهستان مه‌ولات شمالی به مرکزیت دوغ‌آباد
  - دهستان ازغند به مرکزیت ازغند
- شهرها: شادمهر

## جمعیت
بنابر سرشماری مرکز آمار ایران، جمعیت بخش شادمهر شهرستان مه‌ولات در سال ۱۳۹۵ برابر با ۱۵٬۷۵۳ نفر بوده است.